# Kölinge
Kölinge är en bebyggelse i Rasbokils socken i Uppsala kommun. SCB avgränsade här en smsåort från 1990 till 2023.
Byn Kölinge omtalas första gången 1316, då Uppsala domkyrkas prepositur innehade 2 örtugsland och 10 penningland i Kölinge (in Kylinge). En faste Kettilbjörn var 1353 boendes i Kölinge. 1407 sålde Torsten Gregersson i Ekeby, Tuna socken 3 öresland till Uppsala domkyrka. Genom ett jordbyte med Lydia Stralendorps arvingar fick Uppsala domkyrka 5 öresland i Kölinge 1409. 1479–1536 uppvisar domkyrkans räkenskapsböcker två landbor i Kölinge. Under 1500-talet består byn av 2 mantal Sankt Erikshemman (de tidigare domkyrkan tillhöriga som nu dragits in till Gustav Vasa), vidare två mantal frälse, senare två hela och ett halvt mantal, av vilka två gårdar 1548 såldes av Cecilia Eriksdotter (björnlår) till Gustav Vasa som arv och eget, och 1555 såldes ytterligare en gård i Kölinge som arv efter Anna Eriksdotter (björnlår) till Gustav Vasa. Vidare fanns här ett mantal skattejord samt ursprungligen två skatteutjordar, vilka senare kom att tillföras skattegården respektive ett jordetorp.